# Baronia de la Granadella
la Baronia de la Granadella fou una jurisdicció senyorial constituïda el 1313, en temps de Pere (III) Moliner. La presència dels Moliner, però, es remunta en temps d'Alfons el Cast (1190-96), quant Pere Moliner i el seu fill homònim porten a terme la repoblació efectiva del territori. En les dues primeres generacions dels Moliner, fins als primers anys del regnat de Jaume I, es repoblaren també Torrebesses, Bovera i Granyena i es creà Bellaguarda (anomenada inicialment la Pobleta de la Granadella), que formaren una extensa senyoria, amb la Granadella, amb una extensió de més de 150 km².
El 1359 els Moliner compren a Pere III el Cerimoniós tota la jurisdicció, amb el mer i mixt imperi, dels castells de la Granadella, Granyena de les Garrigues i Torrebesses (possessió que no havia de persistir gaire dins la baronia), per 14.000 sous barcelonesos.
A mitjan segle xv regí la baronia Caterina, vídua de Pere Moliner, que s'havia casat en segones núpcies amb Llorenç de Montcada (el 1456 disputava al seu oncle Mateu de Montcada la baronia d'Aitona), fins que el seu fill arribà a la majoria d'edat (1463). La baronia —quan Llorenç de Montcada era un dels caps de l'exèrcit de la Generalitat de Catalunya— es mantingué fidel al país en la guerra contra Joan II, i els castells de la Granadella, Bovera i Granyena no es reteren fins al 1464, a la caiguda de Lleida.
El 1508 Pere de Moliner, fill de Caterina, era senyor efectiu de la baronia de la Granadella. Fou succeït per Mossèn Francesc Moliner, la filla del qual Anna (o Magdalena) aportà la baronia a Joan de Queralt i de Ribes. Joan de Queralt i Moliner, senyor de la baronia, fou lloctinent de governador dels comtats de Rosselló i Cerdanya (morí poc després del 1632).
El matrimoni d'Elisabet de Queralt amb Feliu d'Àger, senyor de Claramunt i Alta-riba, el 1673 significà el pas de la baronia als Àger, que emparentaren amb els Kessel i finalment amb la família Gomar. Els Gomar, extingides les senyories, conservaren els títols nobiliaris.